# Estação Centro Médico (Metrô da Cidade do México)
A Estação Centro Médico é uma das estações do Metrô da Cidade do México, situada na Cidade do México, entre a Estação Hospital General, a Estação Etiopía-Plaza de la Transparencia, a Estação Chilpancingo e a Estação Lázaro Cárdenas. Administrada pelo Sistema de Transporte Colectivo, faz parte da Linha 3 e da Linha 9.
Foi inaugurada em 7 de junho de 1980. Localiza-se no cruzamento da Avenida Cuauhtémoc com o Eixo 3 Sur. Atende o bairro Roma Sur, situado na demarcação territorial de Cuauhtémoc. A estação registrou um movimento de 13.120.811 passageiros em 2016.